# ちちぶエフエム
ちちぶエフエム株式会社は、埼玉県秩父市、秩父郡横瀬町、皆野町、小鹿野町の各一部地域を放送対象地域として超短波放送（FM放送）を営む特定地上基幹放送事業者である。ちちぶFMの愛称でコミュニティ放送を行っている。

## 概要
2019年（令和元年）開局。2016年（平成28年）に活動を開始したインターネットラジオちちぶあっぱれでぃおを運営していた三人の女性が設立したもので、代表取締役社長には磯田恵美が就任した。
代表取締役社長の磯田恵美は2011年の東日本大震災をきっかけに、地元・秩父の情報が不足していると感じ、正確な情報を提供する手段として秩父にラジオ局を設立した。
本社・演奏所（スタジオ）は、秩父市中町に、送信所は秩父市山田にあり、特定地上基幹放送局の呼出符号はJOZZ3CT-FM、呼出名称はちちぶエフエム、周波数79.0MHz、空中線電力20Wで放送区域は秩父市、横瀬町、皆野町、小鹿野町の各一部地域。
インターネット配信はFM++による。
可聴エリアを秩父市・横瀬町・小鹿野町・皆野町・長瀞町の一部と称している。
FMきらら（山口県宇部市）方式により、7時～21時までの14時間が生放送（深夜は放送休止）。1時間～2時間の番組で構成されている。これらはパーソナリティーのローテーションによる。
浦山ダム・滝沢ダムを管理する水資源機構荒川ダム総合管理所と二瀬ダムを管理する関東地方整備局二瀬ダム管理所とは「災害情報の放送に関する協定」を、秩父市とは「防災・防犯情報の緊急放送に関する協定」を締結している。
3か月に一度、ちちぶFMclubマガジン という冊子(番組表、加盟店紹介)を発行しており、
加盟店、ちちぶエフエム玄関前で配布している。

## 沿革
- 2018年（平成30年）
  - 7月27日 - 法人番号を取得[7]、当初の本社は秩父市荒川贄川

2019年（令和元年）
- - 6月27日 - 本社を荒川贄川から中町に移転[7]
  - 8月20日 - 特定地上基幹放送局の予備免許取得[1]
  - 9月12日 - 荒川ダム総合管理所と二瀬ダム管理所と「災害情報の放送に関する協定」を締結[8]
  - 10月4日 - 特定地上基幹放送局の免許取得[9]
  - 10月7日 - 開局[9]、FM++によるインターネット配信も開始[10]
  - 10月12日 - 令和元年東日本台風（台風19号）によりスタジオと送信所を結ぶ専用線が断線し停波。インターネット配信のみで台風情報を伝えた。[11]
  - 10月26日 - 秩父市熊木町の市役所隣の秩父市歴史文化伝承館に臨時送信所を設置し放送再開[12]
- 2020年（令和2年）
  - 2月7日 - 秩父市と「防災・防犯情報の緊急放送に関する協定」を締結[13]
  - 3月18日 - 送信所よりの放送を再開[14]
- 2023年（令和5年）
  - 6月24日 - 令和五年度 内閣府女性のチャレンジ賞受賞[15]

## 主な番組
- グッとモーニング！ちちぶ
- 秩父市インフォメーション
- 小鹿野町インフォメーション
- ちちぶキラキラジオ
- いちよじワンダフル！
- 5時からじお
- 6スタちちぶ
- CHICHIBUでナイト！
- サタデーブランチ
- サンデーブランチ
- どようびごごまる
- ちちぶ ユウyouラジオ
- くるまでラジオ[16]
- 歌謡曲だよ、人生は。[17]
- 秩父まるっと通信[18]
- チャミィとメグちゃんのしあわせ家づくり[19]
- その時、人生が変わった[20]
- あなたも一緒に！リアライズビューティー[21]
- 時空を旅する ちちぶタイムトラベラー[22]
- クマとビールで、一杯いかが？[23]
- 准＆彩の音楽に恋して[24]
- しびれグラムサムの時間ですよ！[25]
- あなたの明日をアシスト！[26]
- Radioでウイスキー祭[27]
- 元気です！〇〇商店街[28]
- 人生いきいき　いきあうラジオ[29]
- アートは自由！さとぴくラジオ[30]
- 聞かせて、あなたの夢を。[31]
- いきいきさん、はつらつさん、いらっしゃ～い！[32]
- オープン＆フレンドリー よこぜラジオ[33]
- 空き家、どぉする？[34]
- 秩父に住んで働こう通信[35]
- 秩父神社だより[36]
- 酒づくりの森の人びと[37]
- ～未来へ輝け～青春ドリーマー[38]
- 魂心のリクエストナイト[39]
- 魂心のリクエストナイトNEO[40]
- ほっとTEAタイム[41]
- チャレンジ俳句575[42]
- ミューズパークだより[43]

## パーソナリティー
(50音順) (2025年8月現在)
- 磯田 恵美
- 今井 瑞貴
- ゑ川 史子
- 金子 暁
- 神田 文子
- 暮林 まどか
- 近藤 正人
- 坂本 典明
- 櫻井 勇佑
- 白石 田鶴子
- 前田 圭太朗
- 宮城 和歌夫
- 山中 優子
- 若林 忠弘

## 過去のパーソナリティー
- 久保 春菜
- 三上 隼
- 小松 穂波（現 秩父市議会議員）
- 倉林 克弥
- 赤岩 恵子
- 伊藤 美裕紀
- 水野 晋太郎
- 山口 博子
- 出浦 ゆみ